# کانگ نام سون قدرتمند
کانگ نام سون قدرتمند (کره‌ای: 힘쎈여자 강남순) یک مجموعهٔ تلویزیونی کره جنوبی سال ۲۰۲۳ با بازی لی یو می به عنوان شخصیت اصلی در کنار کیم جونگ اون، کیم هه سوک، اونگ سونگ وو و بیون وو سوک است. این مجموعه اسپین‌آفی برای مجموعه تلویزیونی دو بونگ سون قدرتمند (۲۰۱۷) به شمار می‌رود. این مجموعه از ۷ اکتبر ۲۰۲۳، روزهای شنبه و یکشنبه ساعت ۲۲:۳۰ (کی‌اس‌تی) از جی‌تی‌بی‌سی پخش شد. کانگ نام سون قدرتمند همچنین برای استریم در نتفلیکس در مناطق منتخب قابل دسترسی است.

## بازیگران

### اصلی
- لی یو می در نقش کانگ نام سون[۹]

دختری که مانند دو بونگ سون توانایی فراانسانی دارد.
- کیم جونگ اون در نقش کانگ گون جو[۱۰]

مادر کانگ نام سون که مانند دخترش توانایی فراانسانی دارد.
- کیم هه سوک در نقش گیل جونگ گان[۱۰]

مادربزرگ کانگ نام سون و مادر کانگ گون جو که مانند دختر و نوه‌اش با قدرت فراانسانی متولد شده‌است.
- اونگ سونگ وو در نقش کانگ هی شیک[۱۱]

یک کارآگاه.
- بیون وو سوک در نقش ریو شی اوه[۱۲]